# Пиротерапия
Пиротерапия — метод лечения различных заболеваний с помощью искусственного повышения температуры тела человека, или искусственного вызывания гипертермии.
Эффект пиротерапии частично основан на повышении специфического и неспецифического иммунитета при более высокой температуре тела, на том, что при более высокой Т интенсивнее происходит синтез антител, интерферонов, интерлейкинов и других цитокинов. Частично эффект пиротерапии обусловлен общим повышением интенсивности окислительного метаболизма и усиленным образованием токсичных для микроорганизмов и паразитов свободных радикалов при более высокой температуре. Также играет роль усиление лейкопоэза и развитие гиперлейкоцитоза, усиление хемотаксиса и фагоцитарной активности лейкоцитов при повышении Т. Именно с иммуностимуляцией связывают эффективность пиротерапии при многих вялотекущих, хронических инфекционных заболеваниях, в норме протекающих без температурной реакции, без выраженного воспаления и без формирования напряжённого иммунитета.
Вторая причина эффективности пиротерапии при некоторых заболеваниях связана с повышением проницаемости сосудов и тканевых барьеров, в частности, гемато-энцефалического, гемато-офтальмического, гемато-простатического, не только для иммунных клеток и факторов гуморального иммунитета, но и для антибиотиков и других лекарств. Именно с повышением проницаемости гемато-энцефалического барьера для антибиотиков и химиопрепаратов связывают эффективность пиротерапии при сифилитическом энцефалите (прогрессивном параличе), токсоплазмозе ЦНС и других нейроинфекциях. С повышением проницаемости гемато-простатического барьера для антибиотиков связывают эффективность пиротерапии при хроническом простатите.
Третья причина эффективности пиротерапии связана с свойствами самих возбудителей некоторых заболеваний, которые не могут размножаться или плохо размножаются при повышении температуры тела хозяина (вне зависимости от иммуностимулирующих свойств повышенной температуры, тут идёт речь о свойствах самого возбудителя). Именно этим свойством — высокой термочувствительностью возбудителя — объясняется эффект пиротерапии при сифилисе, а также  малоизученных и недиагностируемых в странах третьего мира, но нередких инфекций, - атипичных микобактериозах, вызванных mycobacterium fortuitum. Хороший результат был получен при лечении костно-суставного туберкулёза.
Ранее, в XIX и начале XX века, для пиротерапии при сифилисе применялась маляриятерапия — прививка лабораторного штамма трёхдневной малярии. В настоящее время этот метод не применяется, поскольку прививка малярии сама по себе несёт немалую опасность для организма больного, а её низкая противосифилитическая эффективность не оправдывает риск, особенно в свете наличия множества современных и эффективных антибиотиков для лечения сифилиса.
Для пиротерапии при других заболеваниях раньше применяли сульфозин — 2% суспензию очищенной микрокристаллической серы в стерильном персиковом масле. Однако инъекции сульфозина приводят к интенсивным мышечным болям, изматывающему, астенизирующему эффекту, обездвиженности, некрозу мышц в месте инъекции, и больными часто такое лечение воспринималось не как лечение, а как форма наказания. В условиях советской карательной психиатрии сульфозин использовался в качестве меры наказания применительно к политическим инакомыслящим. Эффективность сульфозина подвергают сильному сомнению; отсутствуют серьёзные исследования, которые на биохимическом или электрофизиологическом уровне подтверждали бы терапевтическую активность этого средства.
В наше время пиротерапия используется редко и ограниченно. Сегодня для пиротерапии в основном используется препарат Пирогенал — очищенный липополисахаридный комплекс, добываемый из бактерий Salmonella Typhi и вызывающий у человека выраженное повышение температуры (как правило, до 38-39 С) при введении в мышцу, а также оказывающий сильное иммуностимулирующее влияние и повышающий проницаемость тканевых барьеров для многих лекарств. Инъекции пирогенала значительно менее болезненны, чем инъекции сульфозина, и вызывают меньшую местную реакцию, лучше переносятся, и у больных обычно не возникает резкого неприятия такого метода лечения, как это бывает с сульфозином. Сульфозин, тем не менее, ещё не везде снят с производства и выведен из употребления.
Гипертермия используется при лучевой терапии опухолей как радиомодифицирующий фактор (терморадиотерапия).